# Pauci
 Ovo je glavno značenje pojma Pauci. Za druga značenja pogledajte Pauci (razdvojba).
Pauci (Araneae) su najpoznatija i najbrojnija grupa (oko 400 000 vrsta) paukolikih životinja za koju je karakteristično da imaju posebne paučinaste žlijezde. Tijelo im je izgrađeno od dva dijela, prosome i opistosome. Dijelovi su spojeni uskim dijelom zvanim drška (pedicel). Ekstremiteti su prisutni na prosomi. Većinom su kopnene životinje (u pojedinačnim slučajevima mogu sekundarno prijeći na život u vodi), veličine od 0,4 mm pa i do 10 cm. Rasprostranjeni su svugdje gdje ima kukaca, a posebno u tropskim predjelima. Većina pauka su mesojedi i hrane se različitim kukcima koje hvataju u mreže ispletene od paučine.

## Vanjska anatomija
Tijelo je podijeljeno na dva dijela spojena drškom. To su:
- Prosoma koja je podijeljena na dijelove i na kojoj se nalazi 4 para ekstremiteta, oči i dijelovi usta:

- Opistosoma koja nije podijeljena na dijelove i nema ekstremitete, nego se na njenom zadnjem dijelu, s trbušne strane nalaze 2-3 para paučinastih bradavica na kojima se nalazi veliki broj (i do 300) otvora paučinastih žlijezda; na trbušnoj strani nalazi se i spolni otvor, kao i plućni otvori.

Prvi par ekstremiteta su helicere (kliješta), kao kod svih paukolikih životinja (Chelicerata) i nalaze se iznad i ispred usta od kojih su odvojene rostrumom (gornja usna). Pomoću njih pauci hvataju plijen, a zatim ga ubadaju čvrstom, zašiljenom kandžicom. Blizu vrha kandžice nalazi se otvor otrovne žlijezde čiji otrov paralizira i usmrćuje plijen.
Drugi par ekstremiteta na prosomi su pedipalpi, smješteni su bočno od usta. Kod ženki se ovaj par ekstremiteta ne razlikuje znatno od ostalih nogu za hodanje, dok kod mužjaka ima ulogu kopulatornog organa u parenju. Pedipalpi su građeni od 6 članaka (coxa, trochanter, femur, patella, tibia, tarsus). 
Ostala četiri para ekstremiteta su noge za hodanje i svaki se sastoji od po 7 članaka (coxa, trochanter, femur, patella, tibia, metatarsus, tarsus), a završava s po 2-3 kandžice. Pauci koji na opistozomi imaju poseban organ za ispredanje paučine, tzv. cribellum, imaju istovremeno i na zadnjim nogama dva reda povijenih bodlji nazvanih calamistrum. Oba ova specijalizirana organa, cribellum i calamistrum, se kod odraslih mužjaka gube ili ostaju u zakržljalom obliku.
Oči pripadaju tipu jednostavnih očiju, ocela, kao kod kukaca. Pauci najčešće imaju po osam očiju raspoređenih u dva poprečna niza po četiri, a rjeđe imaju 2, 4 ili 6 oka smještena bliže prednjem rubu. Postoje i vrste kod kojih je po cijeloj površini glave raspoređen veći broj očiju, ali i vrste koje nemaju oči (špiljske vrste). U paučjim očima se nalazi tvar tapetum koja reflektira svjetlost, tako da im oči svijetle u mraku. Vrste koje love plijen tako što trče za njim, imaju bolje razvijene oči od onih koje plijen love mrežom. Raspored očiju i njihov broj su taksonomske osobine.

## Unutrašnja anatomija

### Probavni sustav
Probavni sustav počinje ustima koja su prilagođena uzimanju tekuće hrane pa shodno tome probava počinje izvan tijela. Pauk u plijen ubrizgava otrov koji ga paralizira, a zatim na njegovo tijelo ispušta izlučevinu iz pljuvačnih žlijezda. Izlučevina pretvara tijelo plijena u polutekuću smjesu koju, tzv. želucem za sisanje usisava. Želudac za sisanje je dio prednjeg crijeva specifične građe, prilagođen za usisavanje tekuće hrane. Usna šupljina i ždrijelo čine cijev za vođenje tekuće hrane do jednjaka, koji je također cjevast i proteže se do želuca. Na gornjem dijelu ždrijela nalaze se dlačice koje sprječavaju da u jednjak dospiju čvrste čestice hrane. Prednje crijevo obloženo je kutikulom (to naznačuje ektodermalno podrijetlo) koja je posebno zadebljala u želucu. Želudac je obložen snažnim mišićima koji svojim kontrakcijama imitira rad sisaljke, koji zajedno sa sličnim pokretima usne šupljine i ždrijela usisava hranu. Nakon želuca se nastavlja srednje crijevo koje je bez kutikule jer je endodermalnog porijekla. Srednje crijevo je jako razgranato u mnogobrojne divertikulume u kojima se obavlja glavno probavljanje hrane. Zadnje crijevo, obloženo kutikulom i ektodermalnog podrijetla kao i prednje, ima dobro razvijen omotač od mišića. Od mjesta spajanja srednjeg i zadnjeg crijeva proteže se proširenje s kojeg se odvaja kratka cijev (rectum) koja vodi do analnog otvora.

### Dišni sustav
Pauci dišu pomoću dvije vrste organa:
- Listolika pluća su vrećastog oblika i predstavljaju uvrate tjelesnog zida, plućne vrećice, koje se k vanjskoj sredini otvaraju pukotinastim otvorima; sa zida plućne vrećice polazi niz listolikih izraslina koje su zapravo jako spljošteni vrećasti nabori tjelesnog zida. Primitivni pauci (npr. tarantule) imaju dva para ovih pluća dok druge vrste imaju samo jedan par.
- Dušnice su sustav razgranatih cjevčica koje se nalaze po čitavom tijelu i obložene su kutikulom koja je spiralno zadebljala; počinju otvorima, stigmama. Smatra se da su nastale preobrazbom listolikih pluća.

## Veličina
Pauci mogu biti različitih veličina. Najmanji pauk, Patu digua iz Bornea je dug 0,37 mm. Najveći pauci su tarantule. Neke tarantule su duge 9 cm, a noge su im duge 2,5 cm. 

## Pauk i čovjek
Pauke, kao i svake hladnokrvne životinje, privlači toplina ljudskih domova te oni rade svoja gnijezda na toplim mjestima.

### Ugriz pauka
Većina pauka ugrize čovjeka u samoobrani. Ugriz pauka u 99 % slučajeva je bezopasan, iako nekada može izazvati nekrozu, otrovati žrtvu ili čak smrt žrtve. Otrovanje ugrizom pauka, odnosno paukovim otrovom, naziva se arahnidizam, araneidizam ili araneizam. Čovjek se s paukom najčešće susretne tijekom obavljanja poljoprivrednih radova, kampiranja, čuvanja stoke... Ugriz pauka je obično lagan, a kod nekih slučajeva javlja se oštra bol na mjestu ugriza.

### Arahnofobija
Arahnofobija (grč. aráchnē = pauk i phóbos = strah) je abnormalan strah od paukova i bilo čega što podsjeća na njih (npr. paukova mreža ili paukolike stvari). Ovo je jedna od najčešćih fobija. Istraživanja pokazuju da 50 % žena i 10 % muškaraca pokazuje simptome.

## Klasifikacija (Porodice)

### Pauci su danas podijeljeni na 113 porodica.[3]
1. Actinopodidae Simon, 1892
2. Agelenidae C. L. Koch, 1837
3. Amaurobiidae Thorell, 1870
4. Ammoxenidae Simon, 1893
5. Amphinectidae Forster & Wilton, 1973
6. Anapidae Simon, 1895
7. Antrodiaetidae Gertsch, 1940
8. Anyphaenidae Bertkau, 1878
9. Araneidae Clerck, 1757
10. Archaeidae C. L. Koch & Berendt, 1854
11. Atypidae Thorell, 1870
12. Austrochilidae Zapfe, 1955
13. Barychelidae Simon, 1889
14. Caponiidae Simon, 1890
15. Chummidae Jocqué, 2001
16. Cithaeronidae Simon, 1893
17. Clubionidae Wagner, 1887
18. Corinnidae Karsch, 1880
19. Ctenidae Keyserling, 1877
20. Ctenizidae Thorell, 1887
21. Cyatholipidae Simon, 1894
22. Cybaeidae Banks, 1892
23. Cycloctenidae Simon, 1898
24. Cyrtaucheniidae Simon, 1889
25. Deinopidae C. L. Koch, 1850
26. Desidae Pocock, 1895
27. Dictynidae O. Pickard-Cambridge, 1871
28. Diguetidae F. O. Pickard-Cambridge, 1899
29. Dipluridae Simon, 1889
30. Drymusidae Simon, 1893
31. Dysderidae C. L. Koch, 1837
32. Eresidae C. L. Koch, 1845
33. Euctenizidae Raven, 1985
34. Eutichuridae Lehtinen, 1967
35. Filistatidae Ausserer, 1867
36. Gallieniellidae Millot, 1947
37. Gnaphosidae Pocock, 1898
38. Gradungulidae Forster, 1955
39. Hahniidae Bertkau, 1878
40. Hersiliidae Thorell, 1870
41. Hexathelidae Simon, 1892
42. Holarchaeidae Forster & Platnick, 1984
43. Homalonychidae Simon, 1893
44. Huttoniidae Simon, 1893
45. Hypochilidae Marx, 1888
46. Idiopidae Simon, 1889
47. Lamponidae Simon, 1893
48. Leptonetidae Simon, 1890
49. Linyphiidae Blackwall, 1859
50. Liocranidae Simon, 1897
51. Liphistiidae Thorell, 1869
52. Lycosidae Sundevall, 1833
53. Malkaridae Davies, 1980
54. Mecicobothriidae Holmberg, 1882
55. Mecysmaucheniidae Simon, 1895
56. Microstigmatidae Roewer, 1942
57. Migidae Simon, 1889
58. Mimetidae Simon, 1881
59. Miturgidae Simon, 1886
60. Mysmenidae Petrunkevitch, 1928
61. Nemesiidae Simon, 1889
62. Nephilidae Simon, 1894
63. Nesticidae Simon, 1894
64. Nicodamidae Simon, 1897
65. Ochyroceratidae Fage, 1912
66. Oecobiidae Blackwall, 1862
67. Oonopidae Simon, 1890
68. Orsolobidae Cooke, 1965
69. Oxyopidae Thorell, 1870
70. Palpimanidae Thorell, 1870
71. Pararchaeidae Forster & Platnick, 1984
72. Paratropididae Simon, 1889
73. Penestomidae Simon, 1903
74. Periegopidae Simon, 1893
75. Philodromidae Thorell, 1870
76. Pholcidae C. L. Koch, 1850
77. Phrurolithidae Banks, 1892
78. Phyxelididae Lehtinen, 1967
79. Pimoidae Wunderlich, 1986
80. Pisauridae Simon, 1890
81. Plectreuridae Simon, 1893
82. Prodidomidae Simon, 1884
83. Psechridae Simon, 1890
84. Salticidae Blackwall, 1841
85. Scytodidae Blackwall, 1864
86. Segestriidae Simon, 1893
87. Selenopidae Simon, 1897
88. Senoculidae Simon, 1890
89. Sicariidae Keyserling, 1880
90. Sinopimoidae Li & Wunderlich, 2008
91. Sparassidae Bertkau, 1872
92. Stenochilidae Thorell, 1873
93. Stiphidiidae Dalmas, 1917
94. Symphytognathidae Hickman, 1931
95. Synaphridae Wunderlich, 1986
96. Synotaxidae Simon, 1894
97. Telemidae Fage, 1913
98. Tetrablemmidae O. Pickard-Cambridge, 1873
99. Tetragnathidae Menge, 1866
100. Theraphosidae Thorell, 1869
101. Theridiidae Sundevall, 1833
102. Theridiosomatidae Simon, 1881
103. Thomisidae Sundevall, 1833
104. Titanoecidae Lehtinen, 1967
105. Trachelidae Simon, 1897
106. Trechaleidae Simon, 1890
107. Trochanteriidae Karsch, 1879
108. Trogloraptoridae Griswold, Audisio & Ledford, 2012
109. Udubidae Griswold & Polotow, 2015
110. Uloboridae Thorell, 1869
111. Viridasiidae Lehtinen, 1967
112. Zodariidae Thorell, 1881
113. Zoropsidae Bertkau, 1882

## Vanjske poveznice
|  | Zajednički poslužitelj ima stranicu o temi Pauci    |
|  | Zajednički poslužitelj ima još gradiva o temi Pauci |
|  | Wikivrste imaju podatke o taksonu Pauci             |